# Berzélianite
La berzélianite est une espèce minérale rare, constituée de séléniure de cuivre de formule Cu2Se,,. On le trouve sous forme de fines croûtes dendritiques ou d'inclusions à grains fins. Il cristallise dans le système cubique,,, contrairement à son dimorphe, la bellidoïte, qui cristallise dans le système tétragonal. Les cristaux sont opaques et légèrement malléables.

## Occurrence et origine du nom
La berzélianite fut identifiée pour la première fois dans la mine de Skrikerum (ou Skrickerum) à Valdemarsvik, Östergötland, en Suède, en 1850. 
Elle a été nommée ainsi par James Dwight Dana pour honorer Jöns Jacob Berzelius, un chimiste suédois qui est considéré comme le père de la chimie analytique. Il inventa la notation des symboles chimiques et découvrit les éléments cérium, sélénium, silicium et thorium. 
Minéraux associés : eucaïrite, clausthalite, tiemannite, umangite, klockmannite, aguilarite, crookesite, athabascaïte, stromeyerite, polybasite, pearcéite, or, uraninite, pyrite, marcasite, calcite.